# Erik Spoelstra
Erik Spoelstra, né le 1er novembre 1970 à Evanston, dans l'Illinois, est un entraîneur de basket-ball. Il est actuellement entraineur de la franchise du Heat de Miami. Il est le premier philippino-américain à entrainer une équipe de la National Basketball Association (NBA) et à remporter un titre NBA.
De 2001 à 2008, Spoelstra a été entraîneur assistant au sein de la franchise du Heat, avant d'être promu entraîneur principal. Accompagné de Chris Bosh, LeBron James et Dwyane Wade, il fait 4 apparitions successives en Finales NBA de 2011 à 2014, remportant 2 titres en 2012 et 2013.

## Biographie

### Jeunesse
Spoelstra passe son enfance à Buffalo, à New York, puis à Portland, dans l'Oregon. Spoelstra a fréquenté l’école secondaire jésuite à Beaverton, où il a excellé au poste de meneur de jeu dans l’équipe de basket-ball. Il porte le numéro 30 à l’école secondaire et plus tard à l’université en l’honneur de Terry Porter, l’un de ses joueurs préférés. Avant sa dernière année, Spoelstra a participé au camp Nike All-Star de Sonny Vaccaro à Princeton, aux côtés de futurs joueurs comme Alonzo Mourning, Shawn Kemp, Billy Owens et Bobby Hurley.
Spoelstra a reçu des offres de bourse, et a finalement accepté d'aller à l’Université de Portland. Il a obtenu en moyenne 9,2 points, 4,4 passes décisives et 2,4 rebonds par match. Il est membre du club des joueurs ayant inscrit 1 000 points au sein de l'université et figure parmi les leaders dans plusieurs catégories statistiques. Spoelstra a obtenu un diplôme en communication à la fin de ses études.
Après avoir obtenu son diplôme, il est embauché et a passé deux ans dans la deuxième division du championnat allemand de basket-ball en tant que joueur-entraîneur adjoint de TuS Herten, un club de basket-ball professionnel allemand basé en Westphalie, en Allemagne. C’est dans ce cadre que Spoelstra a obtenu son premier poste d’entraîneur principal, en tant qu’entraîneur de l’équipe locale des jeunes du club. Il a commencé à avoir des problèmes de dos après la fin de sa deuxième année. En 1995, Spoelstra s’est vu offrir un autre contrat de deux ans avec le club, mais le Heat de Miami lui a également offert un poste.

### Heat de Miami

#### Entraîneur assistant
Roya Vaziri, alors directeur du personnel des joueurs du Heat de Miami, a convaincu le manager général de l’époque, Dave Wohl, d’offrir à Spoelstra un poste au sein de l’équipe. Il débute avec la franchise en 1995, comme assistant vidéo. Pat Riley a été nommé entraîneur principal du Heat peu de temps après l’embauche de Spoelstra.
Après deux ans comme assistant vidéo, il a ensuite été entraîneur assistant/assistant vidéo pendant deux ans. Spoelstra a été promu entraîneur assistant/recruteur en 1999, et plus tard, il est devenu entraîneur assistant/directeur du recrutement en 2001. De nombreux collègues de Spoelstra attribuent son ascension dans le staff du Heat à sa solide éthique de travail. En tant qu’entraîneur assistant, il a été reconnu pour avoir amélioré l’équilibre et le tir de Dwyane Wade après que ce dernier a participé aux Jeux olympiques d’été de 2004. Spoelstra a remporté son premier titre NBA en tant qu’entraîneur assistant lorsque le Heat de Miami a battu les Mavericks de Dallas en Finales NBA 2006.

#### Entraîneur principal
En avril 2008, Spoelstra est devenu l’entraîneur principal du Heat de Miami après la démission de Pat Riley. Ce dernier choisit Spoelstra pour lui succéder. En nommant Spoelstra entraîneur-chef, Riley a dit : « Ce jeu est maintenant sur les jeunes entraîneurs qui sont technologiquement qualifiés, innovants, et apportent de nouvelles idées. C’est ce que nous pensons que nous obtenons avec Erik Spoelstra. C’est un homme qui est né pour être entraîneur. » Spoelstra est devenu le premier entraîneur principal philippino-américain de la NBA et dans l'une des quatre grandes ligues sportives nord-américaines. Il a mené le Heat en playoffs au cours de sa première année comme entraîneur principal, malgré le bilan de 15-67 la saison précédente. Le Heat est vaincu en sept matchs par les Hawks d'Atlanta au premier tour. L’équipe de Spoelstra a une fois de plus atteint les playoffs la saison suivante, mais a encore perdu au premier tour face aux Celtics de Boston en cinq matchs.
Les attentes quant au succès de l’équipe ont été considérablement élevées pour la saison suivante et au-delà, après les acquisitions de LeBron James et Chris Bosh à l’été 2010. Après le début de la saison 2010-2011, avec un bilan de 9-8, certains joueurs du Heat auraient été "frustrés" avec Spoelstra, et se sont demandé s’il devait rester leur entraîneur-chef. Chris Bosh a laissé entendre que l’équipe travaillait trop dur et que les joueurs préféraient "se détendre". LeBron James s’est heurté volontairement à Spoelstra en se dirigeant vers le banc pendant un temps mort. Ces deux problèmes, conjugués au début de saison relativement médiocre, ont placé Spoelstra sur la sellette des entraîneurs. L’équipe a rebondi et a participé aux playoffs tout en affichant le deuxième meilleur bilan de la conférence Est. Spoelstra a mené le Heat à une apparition en Finales NBA en 2011, mais a perdu contre les Mavericks de Dallas en six matchs. Même si Spoelstra n'a pas réussi à remporter un titre cette année là, Pat Riley l'a soutenu et a offert une prolongation de contrat de 6 millions de dollars en décembre 2011 qui a duré trois ans.
La saison suivante Spoelstra encore guidé l’équipe en playoffs. Le Heat a surmonté un déficit de 2-1 contre les Pacers de l'Indiana en demi-finale de conférence, et un déficit de 3-2 contre les Celtics de Boston en finale de conférence pour atteindre les Finales NBA 2012, malgré une blessure de Chris Bosh qui l’a forcé à manquer neuf matchs consécutifs. Le Heat de Spoelstra a vaincu le Thunder d'Oklahoma City en cinq matchs pour remporter le titre de la NBA. Il est devenu le premier entraîneur principal philippino-américain à remporter un titre NBA et le deuxième entraîneur du Heat à remporter le titre. Il est également devenu le seul entraîneur principal de Miami à emmener l’équipe en Finales NBA à deux reprises.
Au cours de la saison 2012-2013, pour la première fois de sa carrière, il est l'entraîneur de la sélection Est lors du NBA All-Star Game 2013, son équipe occupant alors la première place des bilans de la conférence. Cette rencontre est finalement remportée par l'Ouest sur le score de 143 à 138. Il a ensuite emmené le Heat à réaliser une série de 27 victoires (deuxième plus longue dans l’histoire de la NBA). Elle a commencé par une victoire 100-85 contre les Raptors de Toronto le 3 février 2013 et s’est terminée par une défaite 97-101 contre les Bulls de Chicago le 27 mars 2013. L’équipe a fait les playoffs, en affichant le meilleur bilan de la saison régulière de la NBA. Après avoir éliminé les Bucks de Milwaukee au premier tour, le Heat a remporté une série de sept matchs face aux Pacers de l'Indiana en finale de conférence, et a avancé jusqu'aux Finales NBA 2013 pour affronter les Spurs de San Antonio. Le Heat a battu les Spurs en sept matchs et est devenu la première équipe à remporter deux titres consécutifs depuis les Lakers de Los Angeles en 2009-2010. Spoelstra est également devenu le 8e entraîneur à mener son équipe à deux titres consécutifs.
Le 29 septembre 2013, Heat a prolongé le contrat de Spoelstra. Spoelstra a mené le Heat en Finales NBA 2014, devenant le troisième entraîneur à mener son équipe à quatre finales consécutives. Le Heat a affronté les Spurs de San Antonio une fois de plus, mais cette fois-ci, s'incline en cinq matchs. 
Le 16 décembre 2017, Spoelstra a obtenu sa 455e victoire en tant qu’entraîneur principal du Heat et a dépassé Pat Riley au nombre de victoires dans l’histoire de la franchise, quand ils ont battu les Clippers de Los Angeles, 90-85.
Le 28 septembre 2019, Spoelstra renouvelle son contrat avec le Heat pour cinq ans. Il atteint pour la cinquième fois de sa carrière, en tant qu'entraîneur principal, le stade des Finales NBA en 2020, où il s'incline face aux Lakers de Los Angeles sur le score de 4-2 sur la série.
Le 28 avril 2021, Spoelstra remporte son 600e match à la tête du Heat de Miami, devenant ainsi le 6e entraîneur de l'histoire de la NBA à remporter plus de 600 matchs avec une seule équipe.
Le 13 mars 2023, il devient le 20e entraîneur le plus victorieux de l'histoire de la ligue, avec un total de 697 victoires en carrière, dépassant Red Holzman. Au cours de la saison 2022-2023, le Heat parvient à se hisser jusqu'aux Finales NBA 2023, alors que l'équipe était classée à la 8e place de la conférence Est. Spolestra et son équipe s'incline néanmoins face aux Nuggets de Denver au bout de cinq matchs.
Le 10 janvier 2024, il prolonge son contrat de 8 années supplémentaire en ayant le plus gros contrat de l’histoire du sport US. Il va percevoir 120 millions de dollars (près de 110 millions d’euros) sur huit ans.

## Palmarès

### Entraîneur
- 2x Champion NBA en 2012 et 2013.
- Entraîneur du NBA All-Star Game en 2013 et 2022.

### Entraîneur assistant
- Champion NBA en 2006.

## Statistiques
| Champion NBA | Participation en playoffs |

| Équipe | Année     | Saison régulière | Saison régulière | Saison régulière | Saison régulière | Saison régulière        | Playoffs | Playoffs  | Playoffs | Playoffs | Playoffs                                                              |
| Équipe | Année     | Matchs           | Victoires        | Défaites         | %                | Classement              | Matchs   | Victoires | Défaites | %        | Résultat                                                              |
| ------ | --------- | ---------------- | ---------------- | ---------------- | ---------------- | ----------------------- | -------- | --------- | -------- | -------- | --------------------------------------------------------------------- |
| Miami  | 2008-2009 | 82               | 43               | 39               | 52,4             | 3e en division Sud-Est  | 7        | 3         | 4        | 42,9     | Défaite contre les Hawks d'Atlanta au premier tour                    |
| Miami  | 2009-2010 | 82               | 47               | 35               | 57,3             | 3e en division Sud-Est  | 5        | 1         | 4        | 20,0     | Défaite contre les Celtics de Boston au premier tour                  |
| Miami  | 2010-2011 | 82               | 58               | 24               | 70,7             | 1er en division Sud-Est | 21       | 14        | 7        | 66,7     | Défaite contre les Mavericks de Dallas en Finales NBA                 |
| Miami  | 2011-2012 | 66               | 46               | 20               | 69,7             | 1er en division Sud-Est | 23       | 16        | 7        | 69,6     | Champion NBA                                                          |
| Miami  | 2012-2013 | 82               | 66               | 16               | 80,5             | 1er en division Sud-Est | 23       | 16        | 7        | 69,6     | Champion NBA                                                          |
| Miami  | 2013-2014 | 82               | 54               | 28               | 65,9             | 1er en division Sud-Est | 20       | 13        | 7        | 65,0     | Défaite contre les Spurs de San Antonio en Finales NBA                |
| Miami  | 2014-2015 | 82               | 37               | 45               | 45,1             | 3e en division Sud-Est  | -        | -         | -        | -        | Pas de playoffs                                                       |
| Miami  | 2015-2016 | 82               | 48               | 34               | 58,5             | 1er en division Sud-Est | 14       | 7         | 7        | 50,0     | Défaite contre les Raptors de Toronto en demi-finale de conférence    |
| Miami  | 2016-2017 | 82               | 41               | 41               | 50,0             | 3e en division Sud-Est  | -        | -         | -        | -        | Pas de playoffs                                                       |
| Miami  | 2017-2018 | 82               | 44               | 38               | 53,7             | 1er en division Sud-Est | 5        | 1         | 4        | 20,0     | Défaite contre les 76ers de Philadelphie en demi-finale de conférence |
| Miami  | 2018-2019 | 82               | 39               | 43               | 47,6             | 3e en division Sud-Est  | -        | -         | -        | -        | Pas de playoffs                                                       |
| Miami  | 2019-2020 | 73               | 44               | 29               | 60,3             | 1er en division Sud-Est | 21       | 14        | 7        | 66,7     | Défaite contre les Lakers de Los Angeles en Finales NBA.              |
| Miami  | 2020-2021 | 72               | 40               | 32               | 55,6             | 2e en division Sud-Est  | 4        | 0         | 4        | 0,0      | Défaite contre les Bucks de Milwaukee au premier tour                 |
| Miami  | 2021-2022 | 82               | 53               | 29               | 64,6             | 1er en division Sud-Est | 18       | 11        | 7        | 61,1     | Défaite contre les Celtics de Boston en finale de conférence          |
| Miami  | 2022-2023 | 82               | 44               | 38               | 53,7             | 1er en division Sud-Est | 23       | 13        | 10       | 56,5     | Défaite contre les Nuggets de Denver en Finales NBA                   |
| Miami  | 2023-2024 | 82               | 46               | 36               | 56,1             | 2e en division Sud-Est  | 5        | 1         | 4        | 25       | Défaite contre les Celtics de Boston au premier tour                  |
| Miami  | 2024-2025 | -                | -                | -                | -                | -                       | -        | -         | -        | -        | -                                                                     |
| Total  | Total     | 1 277            | 750              | 527              | 58,7             |                         | 189      | 110       | 79       | 58,2     | 2 titres NBA                                                          |